# Împărțire (matematică)

Împărțirea este o operație aritmetică prin care se determină de câte ori un număr poate fi cuprins în altul. 
A : B = C, unde
- A este denumit deîmpărțit
- B este denumit împărțitor sau divizor
- C este denumit cât

Operația mai poate fi notată ca raport prin expresiile următoare : 
{\displaystyle C=A\cdot {\tfrac {1}{B}}={\frac {A}{B}}}
Această notație evidențiază un număr rațional, număr corespunzător unui raport de numere întregi.
Operația de împărțire a numerelor naturale corespunde divizării unei mulțimi de obiecte de un anumit număr cardinal (deîmpărțitul) în submulțimi cu numărul de elemente egal împărțitorului. Câtul este numărul de submulțimi care se pot obține.
Unele numere întregi nu pot fi împărțite exact cu alte numere, există un rest întreg nenul. Acest rest reprezintă numărul de obiecte rămas după formarea submulțimilor cu cardinalitatea împărțitorului. Pentru împărțirea cu rest  este valabilă teorema împărțirii cu rest.

17 obiecte sunt împărțite în 3 grupe de 5, cu 2 obiecte/unități lăsate deoparte. Aici deîmpărțitul e 17, împărțitorul e 3, câtul e 5, iar restul r e 2 (strict mai mic decât deîmpărțitul 3), adică mai simbolic, 17 = (3 × 5) + 2.

Împărțirea unui obiect sau corp geometric într-un număr de porțiuni permite formarea noțiunii de fracție subunitară cu numitorul numărul de porțiuni dorite. O fracție cu numărătorul diferit de unu reprezintă mai multe porțiuni din divizarea unui întreg. Un exemplu de divizare geometrică este cea a unei sfori, reprezentate ca segment de dreaptă, în mai multe bucăți de aceeași lungime. Similar o suprafață plană poate fi divizată în mai multe subsuprafețe de aceeași arie. 
Pentru operațiile de împărțire nu sunt valabile proprietățile de comutativitate și asociativitate. Elementul neutru este același ca pentru înmulțire.
Pentru numerele raționale împărțirea poate fi exprimată ca înmulțirea cu inversul numărului la care se împarte.